# Eleonora Requena
 Eleonora Requena (Caracas, Venezuela, 1968) es una poeta venezolana.

## Educación y carrera
Requena estudió letras en la Universidad Católica Andrés Bello (UCAB) y ha publicado los poemarios Sed (Eclepsidra, 1998), mandados (La Liebre Libre, 2000), Es de día (El Pez Soluble, 2004), La Noche y sus agüeros (El Pez Soluble, 2007) ,Ética del aire (bid & co. editor, 2008), Nido de tordo (Kalathos, 2015) y Textos por fuera (El Taller Blanco, 2020) También ha participado en los talleres de creación literaria del Centro de Estudios Latinoamericanos Rómulo Gallegos (Celarg), donde publicó en su colección Voces Nuevas (1995-1997), y su trabajo ha sido reseñado en varias estudios críticos y antologías tanto dentro como fuera de su país.

## Premios
Con mandados, Requena fue galardonada con el Premio de la V Bienal Latinoamericana de Poesía José Rafael Pocaterra en 2000, mientras que con La Noche y sus agüeros recibió el Premio Italia 2007 para la Poesía en el certamen «Mediterráneo y Caribe», promovido por el Instituto Italiano de Cultura de Venezuela y el Centro de Poesía Contemporánea de la Universidad de Boloña.

## Obras
- Sed (Eclepsidra, 1998)
- mandados (La Liebre Libre, 2000)
- Es de día (El Pez Soluble, 2004)
- La Noche y sus agüeros (El Pez Soluble, 2007)
- Ética del aire (bid & co. editor, 2008)
- Nido de tordo (Kalathos, 2015)
- Textos por fuera (El taller blanco, 2020)
- Textos por fuera/Out side texts (Ugly Duckling Presse, 2022)
- Partir es andar (Luba ediciones, 2023)